# Enseignement de la grammaire
 (mars 2016).
L'enseignement de la grammaire, c'est-à-dire le code linguistique, articulant des règles d'ordre phonologique, morphologique, syntaxique, sémantique ou textuel d'une langue, repose sur différentes méthodologies variant au cours du temps : essentiellement celles des classes de mots et celles des fonctions syntaxiques et/ou sémantiques mais aussi celles, plus récentes, des intentions (informer, persuader, etc.) et des macrostructures (narrative, descriptive, etc.)

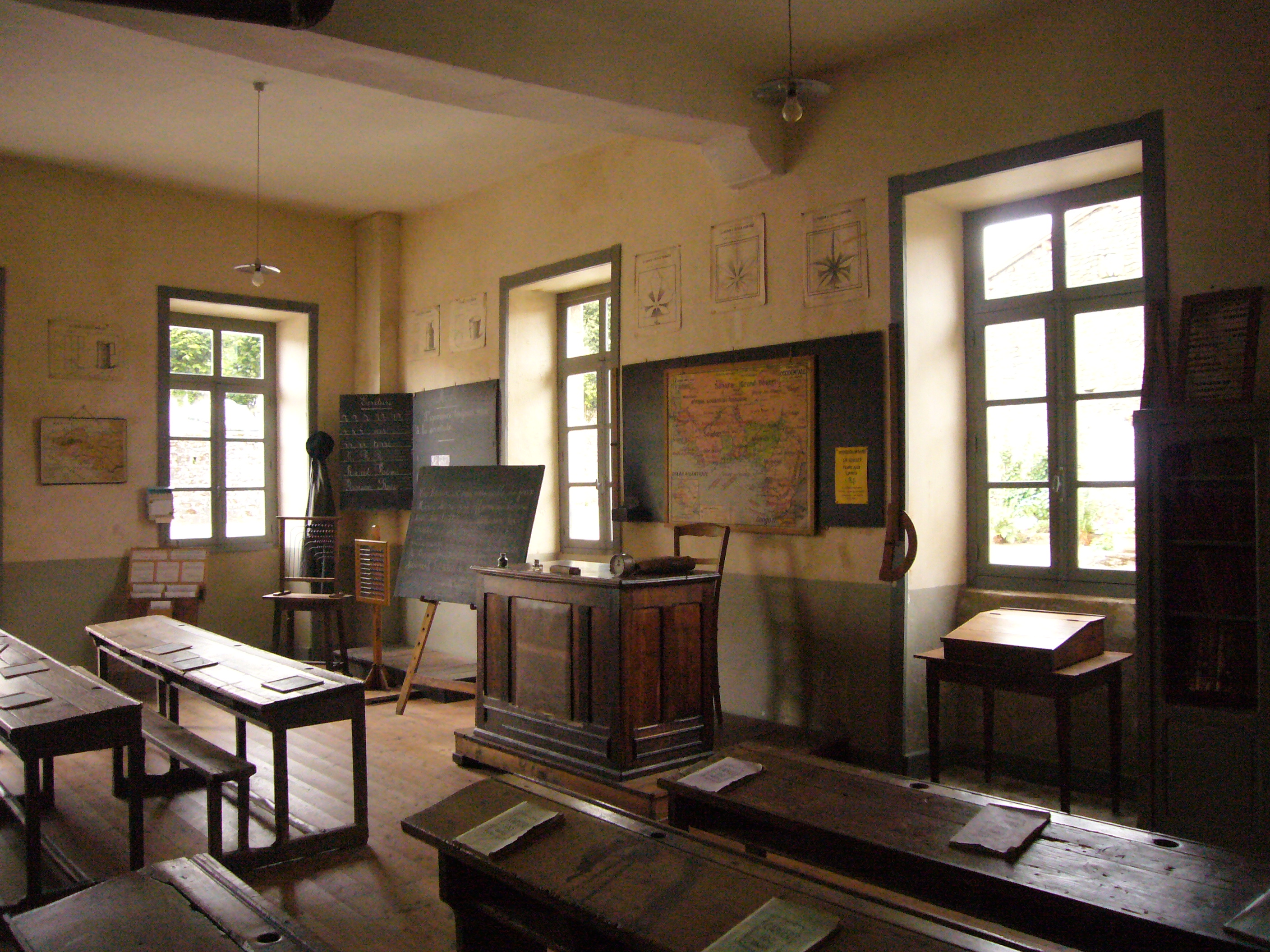
Salle de classe ancienne école communale - Montrol-Sénard

## Terminologie des types d'enseignement
Selon un rapport de recherche bibliographique, il existe plusieurs approches dans le processus d'enseignement :

### Grammaire active / passive
ensemble des règles linguistiques maitrisées à un niveau de compétence active (grammaire active ou de production) ou à un niveau de reconnaissance, identification des formes déjà rencontrées précédemment (grammaire passive ou de reconnaissance).

### Grammaire contextualisée / décontextualisée
enseignement à travers une situation de communication (contextualisée) ou par des exercices composés de phrases isolées (décontextualisée).

### Grammairedéductive/inductive
enseignement qui va des règles aux exemples avec exercices d'application correspondant à la règle enseignée (déductive) ou des exemples aux règles à partir d’une série de phrases choisies desquelles est induite la règle (inductive).

### Grammaire interne / externe
apprentissage intuitif des règles utilisées en parlant spontanément (interne ou grammaire intermédiaire) ou ensemble de règles enseignées à travers des exercices d’application (externe). 

### Grammairenormative/descriptive
ensemble des règles enseignées dans le but de bien parler ou bien écrire (normative ou grammaire traditionnelle) ou ensemble des règles qui régissent la langue dans son usage telle qu’elle fonctionne réellement dans ses formes orales (descriptive ou grammaire moderne).

## Histoire des approches

### Approche traditionnelle
L'apprentissage classique de la grammaire, que l'on retrouve par exemple dans les manuels d'enseignement scolaire du XIXe siècle, est structuré en deux parties. Il s'agit dans un premier temps de différencier les espèces de mots : les mots variables (nom, article, adjectif, pronom, verbe) et les mots invariables (adverbe, préposition, conjonction, interjection), chaque espèce ayant un rôle : le verbe exprime l'action, le sujet ce qui fait l'action, le complément d'objet ce qui subit l'action et les compléments circonstanciels décrivent l'environnement (lieu, temps, cause, manière, but...). Dans un second temps, l'élève étudie ces mots réunis en phrases pour aborder la syntaxe. 
Le renforcement de cet apprentissage passe par un grand nombre d'exercices, essentiellement écrits. Cependant, selon Chantal Parpette, Maitre de Conférences à l'université Lumière Lyon 2, il est reproché à cette méthode de faire de la connaissance de la grammaire une compétence en soi et à masquer quelque peu le fait que l’objectif de l’enseignement grammatical est avant tout la pratique de la langue ; il n'est pas rare que des élèves réussissent des exercices d'application mais peinent à mettre ces connaissances en œuvre de façon pertinente au moment des activités de pratique de la langue.
Une technique mise au point par Maria Montessori au début du XXe siècle, consiste à associer à chaque nature de mot un solide, puis une forme plane. Toutes ces formes entretiennent un rapport entre elles. Par exemple, le nom est représenté par une pyramide noire, le pronom par une pyramide étroite violette et les adjectifs par des pyramides plus petites ; le verbe est une grande boule rouge quand le pronom est une petite boule orange. Selon les adeptes de cette technique, cela facilite l'apprentissage des notions habituellement abstraites de la grammaire.

### Approche structurale
À partir des années 1970, une grammaire dite "rénovée" élimine le sémantisme au profit d'une approche structurale. Ainsi, on ne considère plus la phrase comme l’expression d’une idée ou d’une action, mais comme une structure formelle d’éléments, une sorte de puzzle ou de mobile, où certaines pièces sont fixes, obligatoires, essentielles (idée de phrase minimum ou phrase de base) et où d’autres ne le sont pas.  
Cette méthode se matérialise par un découpage de la phrase en groupes (groupe nominal, groupe verbal) suivi d'une analyse des groupes et de leurs composants. La nomenclature grammaticale est bien souvent supprimée au profit de couleurs et de symboles (par exemple, le groupe encadré rouge représente le groupe sujet, le groupe encadré vert représente le groupe verbal). Cette perspective met en place plusieurs domaines : référentiel, cognitif, sémantique, phonologique, pragmatico-discursif, etc. Elle fait appel au sens et à la construction. 
D'un point de vue pédagogique, les enseignants utilisent généralement des fiches de grammaire où toutes les formes grammaticales sont présentées sous forme de schémas et de tableaux, et qui servent de points de repères pour une interprétation sémantique dans un contexte.

## Par langue

### Français

#### Français langue maternelle
En France, le décret no 2006-830 du 11 juillet 2006, relatif au socle commun de connaissances et de compétences et modifiant le code de l'éducation, liste les points de grammaire à enseigner : la ponctuation ; les structures syntaxiques fondamentales ; la nature des mots et leur fonction ; les connecteurs logiques usuels (conjonctions de coordination, conjonctions de subordination, adverbes) ; la conjugaison des verbes ; le système des temps et des modes. La circulaire no 2007-013 du 11 janvier 2007 précise les orientations pédagogiques qui découlent de cette exigence : Phrase composée d’éléments ; Chaque élément a un rôle ; Notion d'organisation, tous les mots n’ont pas le même poids, l’ordre des mots oriente le sens ; Progression du plus fréquent au plus rare, du plus simple au plus complexe.
En Belgique, les réformes successives, qui tiennent compte en bonne partie des apports de différentes disciplines scientifiques telles que la linguistique, la psycholinguistique, la sociolinguistique, la pragmatique et la didactique du français, ont engendré la « nouvelle grammaire ». Dans le code de terminologie grammaticale officiel, il est demandé de ne plus faire « de grammaire pour la grammaire », mais de pratiquer un enseignement et de favoriser un apprentissage des savoirs langagiers qui « servent à l’expression ». Un référentiel, intitulé Socles de compétence, liste une nouvelle terminologie : « situation de communication », « intention dominante », « structure dominante », « cohérence », « cohésion », « progression thématique », « organisateurs textuels », « réseau anaphorique », « système des temps »… Cependant, un débat entre enseignement classique et enseignement moderne divise le monde de l'éducation. En effet, plus que la méthode utilisée, il s'agit d'harmoniser les différents enseignements que rencontrent les élèves tout au long de leur apprentissage. Les enseignants appartenant à des générations différentes, chacun d’eux a reçu une formation initiale prodiguée par un formateur, lui-même plus ou moins au courant de l’évolution des sciences du langage et de la didactique du français de son époque. À l’heure actuelle des professeurs rompus à la grammaire traditionnelle cohabitent avec des professeurs ayant bénéficié d’un enseignement de la grammaire « nouvelle » ce qui crée le problème de continuité des apprentissages.